# Gare de Tronzano
La gare de Tronzano (en italien, Stazione di Tronzano) est une gare ferroviaire italienne de la ligne de Turin à Milan, située sur le territoire de la commune de Tronzano Vercellese, dans la province de Verceil en région du Piémont.
Elle est mise en service en 1855. C'est une gare voyageurs, classée bronze, des Rete ferroviaria italiana (RFI), desservie par des trains Trenitalia R.

## Situation ferroviaire
Établie à environ 181 mètres d'altitude, la gare de Tronzano est située au point kilométrique (PK) 55,396 de la ligne de Turin à Milan entre les gares de Bianzè et de Santhià.

## Histoire
La station de Tronzano est mise en service le 8 avril 1855 par la Società della ferrovia da Torino a Novara, lorsqu'elle ouvre à l'exploitation la section de Verceil à Chivasso de sa ligne de Turin à Novare.
En 1856, la ligne de Turin à Novare est officiellement inaugurée le 20 octobre et exploitée par la Compagnie du chemin de fer Victor-Emmanuel qui a absorbé par fusion la compagnie d'origine.

## Service des voyageurs

### Accueil
Gare voyageurs RFI, classée bronze, elle dispose d'un bâtiment voyageurs, avec un bureau pour l'achat de titres de transport régionaux. Elle est équipée de deux quais avec abris.
La traversée des voies et l'accès aux quais s'effectuent par un passage souterrain.

### Desserte
Tronzano est desservie par des trains régionaux (R) Trenitalia des relations : Chivasso -  Novare, Ivrée - Novare.

### Intermodalité
Le stationnement des véhicules est possible à proximité.